# Chiesa di San Girolamo (Lucca)
La chiesa di San Girolamo è una chiesa di Lucca che si trova nella via omonima.
Fu costruita alla metà del XV secolo e destinata all'ordine dei Gesuati. Il portale è sovrastato da una lunetta in terracotta policroma raffigurante la Madonna con il Bambino tra i Santi Pietro e Girolamo, databile agli inizi del XVI secolo. Della loggia antistante - abbattuta ai primi anni dell'Ottocento durante i lavori di riorganizzazione di questa zona della città - restano solo due peducci. All'interno non resta traccia alcuna dell'impianto originario, annullato da una ristrutturazione completa nel XVIII secolo. Chiusa al culto, è destinata ad essere utilizzata come auditorium (Teatro di San Girolamo) annesso al teatro del Giglio.

## Iscrizione sull'architrave

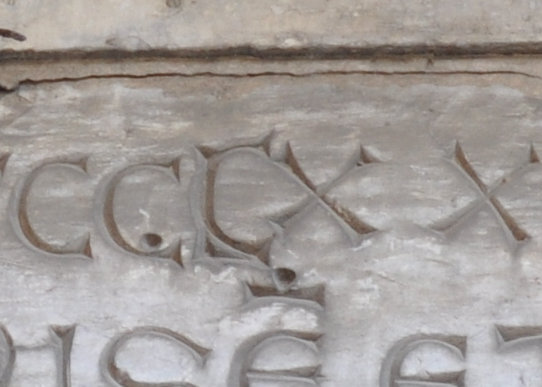
Iscrizione sull'architrave della Chiesa di San Girolamo a Lucca (IT). Dettaglio: 'C' e 'L' sovrapposti nelle lettere dell'anno (prima riga). A sinistra, terzo 'C' sovrapposto su un punto di separazione.

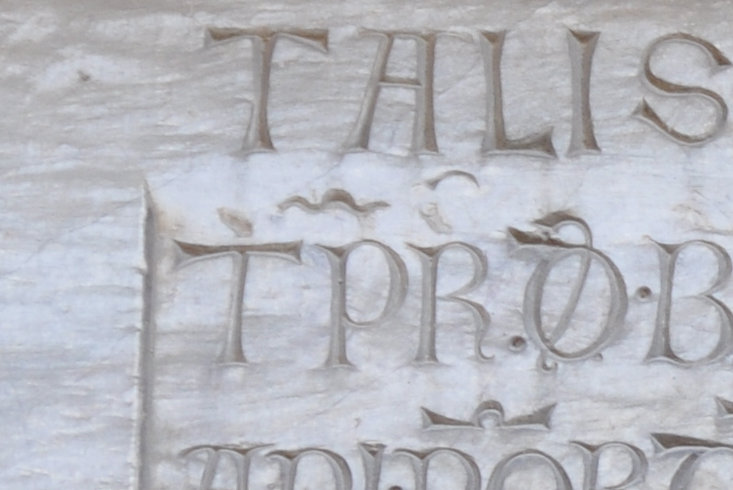
Iscrizione sull'architrave della Chiesa di San Girolamo a Lucca (IT). Dettaglio: angolo superiore sinistro dell'area scavata che contiene le ultime tre righe del testo.

Un'iscrizione latina su cinque righe datata del 1440 è incisa sull'architrave del portale. Il testo di quella iscrizione presenta inoltre tre caratteristiche notevoli:
- Nelle lettere dell'anno (prima riga), un 'C' venne sovrapposto su un 'L', quindi la data potrebbe essere letta come 1390 (MCCCLXXXX), 1440 (MCCCCXXXX) o 1490 (MCCCCLXXXX)  secondo che i segni sovrapposti fossero interpretati come un nesso o come una correzione. Sulla base delle date del vescovado di Baldassarre Manni (1441 – 1448[1]), dobbiamo ritenere l'ipotesi della correzione e così l'anno 1440.
- Nelle lettere dell'anno sono visibili due altre correzioni: il terzo 'C' e l'ultimo 'X' sono sovrapposti su un punto di separazione. Quest'ultima lettera è anche più alta e più stretta delle vicine. Entrambe sono chiaramente state raggiunte dopo.
- Le ultime tre righe sono incise in un'area della pietra che fu scavata, probabilmente per cancellare un'altra versione del testo. Queste righe sono quindi posteriori alle due prime, forse contemporanee delle correzioni nella data sulla prima riga.

+ ANNO D(omi)NI MCCCCLXXXX DIE NA
TALIS D(omi)NI EMPTUS E(st).ET FUNDAT(us)
T(em)P(o)R(e).D(omini)·BALDESSARIS·D(e).MAN(n)IS.EP(iscop)I·LUC
ANI·P(ro).ORDI(n)E·I(n)IESUATO(rum)·PAUP(eru)M·AMORE·
·YHU (= Iesu)·XPI (= Christi)·
Traduzione: "Nell'anno del Signore 1440, il giorno di Natale, (questo luogo) fu comprato e fondato mentre Baldassarre de Manni fu vescovo di Lucca per l'ordine degli Ingesuati poveri per amore di Gesù Cristo."

## Altre immagini

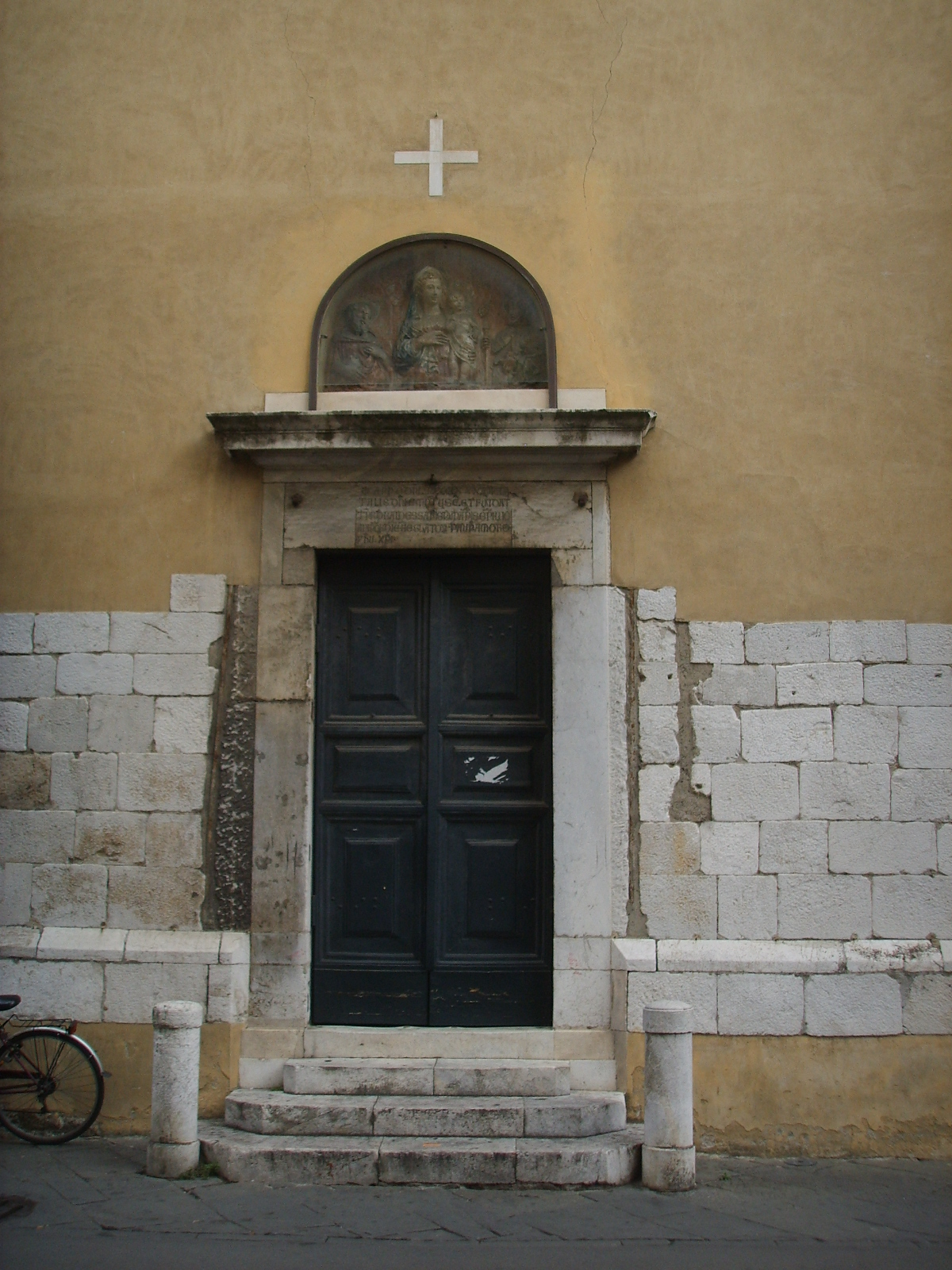
Il portale
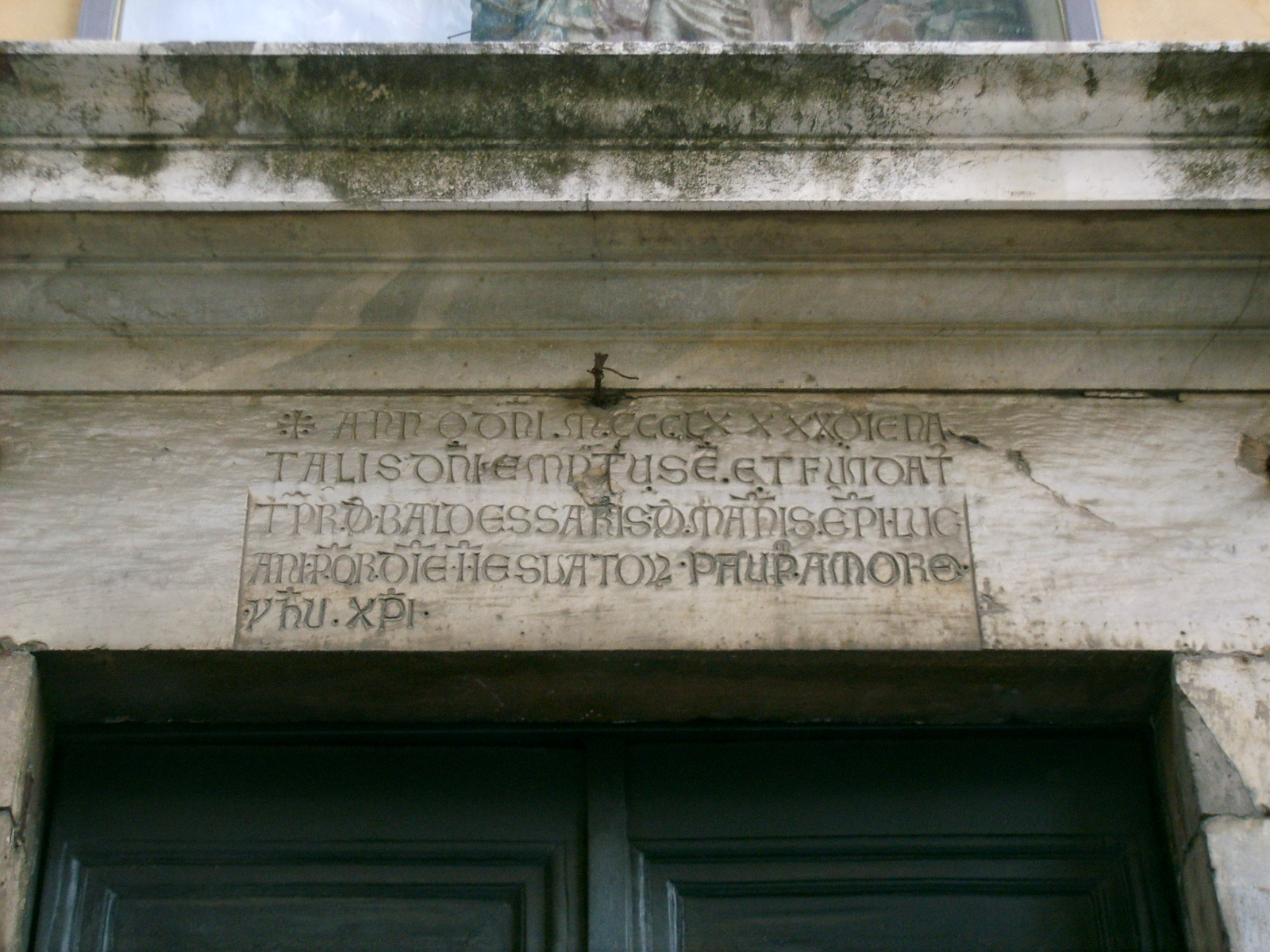
Iscrizione datata 1440